# Zorlențu Mare
Zorlențu Mare – wieś w Rumunii, w okręgu Caraș-Severin, w gminie Zorlențu Mare. W 2011 roku liczyła 861 mieszkańców. 